# Stora Pinkesjön
Stora Pinkesjön är en sjö i Svenljunga kommun i Västergötland och ingår i Ätrans huvudavrinningsområde. Sjön har en area på 0,0657 kvadratkilometer och ligger 194,3 meter över havet.

## Delavrinningsområde
Stora Pinkesjön ingår i det delavrinningsområde (639918-134470) som SMHI kallar för Inloppet i Såken. Medelhöjden är 226 meter över havet och ytan är 25,75 kvadratkilometer. Det finns inga avrinningsområden uppströms utan avrinningsområdet är högsta punkten. Lillån som avvattnar avrinningsområdet har biflödesordning 2, vilket innebär att vattnet flödar genom totalt 2 vattendrag innan det når havet efter 142 kilometer. Avrinningsområdet består mestadels av skog (72 %). Avrinningsområdet har 0,56 kvadratkilometer vattenytor vilket ger det en sjöprocent på 2,2 %. Bebyggelsen i området täcker en yta av 0,24 kvadratkilometer eller 1 % av avrinningsområdet.